# Aeroporto di La Canea-Suda
L'Aeroporto Internazionale di La Canea-Suda (IATA: CHQ, ICAO LGSA) o Aeroporto Ioannis Daskalogiannis  (greco: Κρατικός Αερολιμένας Χανίων Ιωάννης Δασκαλογιάννης) è un aeroporto militare greco aperto al traffico civile ed è il secondo aeroporto per importanza dell'isola di Creta. È intitolato al cretese Ioannis Daskalogiannis, che lottò contro le forze ottomane nel XVIII secolo.
Le compagnie principali che operano sull'aeroporto di La Canea-Suda sono Aegean Airlines e Ryanair, anche se lo scalo durante i mesi estivi vede un elevato traffico di voli charter.